# Division Nationale (1956/1957)
19. edycja najwyższych w hierarchii piłkarskich rozgrywek ligowych we Francji, mających na celu wyłonienie mistrza tego kraju za sezon 1956/57.

## Tabela końcowa
|    | Klub                   | Pkt | M  | Z  | R  | P  | G+ | G- | +/- |  | Komentarz                      |
| -- | ---------------------- | --- | -- | -- | -- | -- | -- | -- | --- |  | ------------------------------ |
| 1  | AS Saint-Étienne       | 49  | 34 | 20 | 9  | 5  | 88 | 45 | +43 |  | Mistrz Francji Puchar Mistrzów |
| 2  | RC Lens                | 45  | 34 | 21 | 3  | 10 | 77 | 49 | +28 |  |                                |
| 3  | Stade de Reims         | 43  | 34 | 18 | 7  | 9  | 73 | 47 | +26 |  |                                |
| 4  | RC Paris               | 42  | 34 | 17 | 8  | 9  | 86 | 55 | +31 |  |                                |
| 5  | AS Monaco              | 40  | 34 | 17 | 6  | 11 | 57 | 44 | +13 |  |                                |
| 6  | Olympique Marsylia     | 39  | 34 | 16 | 7  | 11 | 60 | 53 | +7  |  |                                |
| 7  | FC Sochaux-Montbéliard | 33  | 34 | 14 | 5  | 15 | 63 | 62 | +1  |  |                                |
| 8  | Toulouse FC            | 32  | 34 | 12 | 8  | 14 | 61 | 49 | +12 |  | (zdobywca Coupe de France)     |
| 9  | UA Sedan-Torcy         | 32  | 34 | 9  | 14 | 11 | 51 | 59 | -8  |  |                                |
| 10 | Nîmes Olympique        | 31  | 34 | 13 | 5  | 16 | 52 | 56 | -4  |  |                                |
| 11 | Angers SCO             | 31  | 34 | 10 | 11 | 13 | 42 | 51 | -9  |  |                                |
| 12 | Olympique Lyon         | 30  | 34 | 13 | 4  | 17 | 45 | 53 | -8  |  |                                |
| 13 | OGC Nice               | 30  | 34 | 11 | 8  | 15 | 59 | 72 | -13 |  |                                |
| 14 | US Valenciennes-Anzin  | 29  | 34 | 10 | 9  | 15 | 43 | 72 | -29 |  |                                |
| 15 | FC Metz                | 28  | 34 | 9  | 10 | 15 | 51 | 58 | -7  |  |                                |
| 16 | Stade Rennais          | 27  | 34 | 11 | 5  | 18 | 36 | 63 | -27 |  | Spadek do Division 2           |
| 17 | RC Strasbourg          | 26  | 34 | 9  | 8  | 17 | 43 | 66 | -23 |  | Spadek do Division 2           |
| 18 | FC Nancy               | 25  | 34 | 8  | 9  | 17 | 43 | 76 | -33 |  | Spadek do Division 2           |

## Awans do Division 1
- Olympique Alès
- AS Béziers
- Lille OSC

## Najlepsi strzelcy
| Miejsce | Piłkarz           | Narodowość       | Klub                   | Gole |
| ------- | ----------------- | ---------------- | ---------------------- | ---- |
| 1       | Thadée Cisowski   | Francja · Polska | RC Paris               | 33   |
| 2       | Just Fontaine     | Francja          | Stade de Reims         | 30   |
| 3       | Egon Jonsson      | Szwecja          | RC Lens                | 29   |
| -       | Eugène Njo-Léa    | Francja          | AS Saint-Étienne       | 29   |
| 5       | Rachid Mekloufi   | Francja          | AS Saint-Étienne       | 25   |
| 6       | Gunnar Andersson  | Szwecja          | Olympique Marsylia     | 23   |
| 7       | Hassan Akesbi     | Maroko           | Nîmes Olympique        | 20   |
| 8       | Maryan Wisnieski  | Francja          | RC Lens                | 17   |
| -       | Pierre Grillet    | Francja          | RC Paris               | 17   |
| -       | René Gardien      | Francja          | FC Sochaux-Montbéliard | 17   |
| 11      | Eduardo Di Loreto | Argentyna        | Toulouse               | 16   |
| 12      | Célestin Oliver   | Francja          | UA Sedan-Torcy         | 15   |
| -       | Ginès Liron       | Francja          | FC Sochaux-Montbéliard | 15   |